# Гута (промисел)

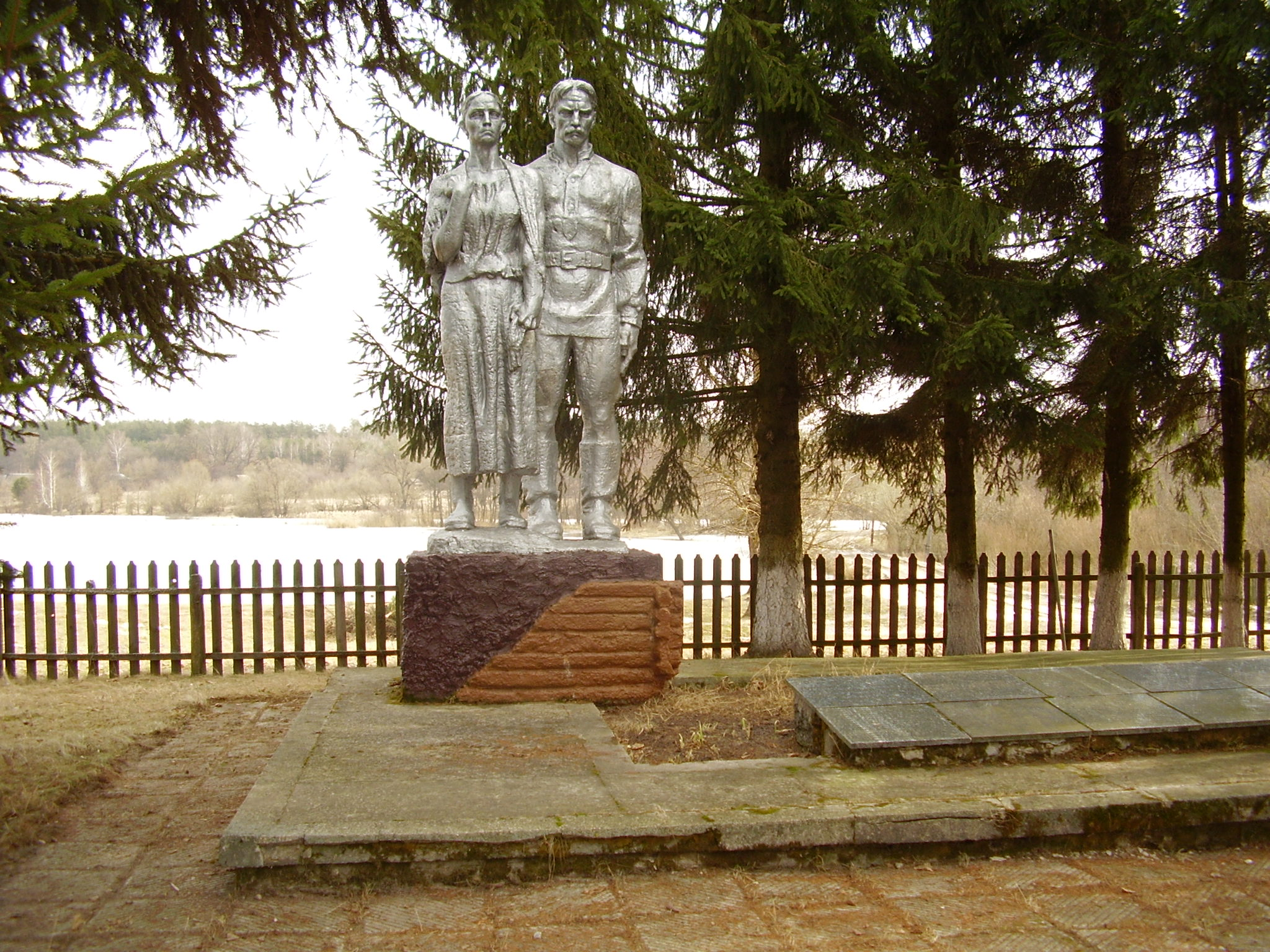
Гута в селі Гута-Катюжанська. Малюнок 1851 р.

Гу́та (через пол. huta від давн.в-нім. hutte, hutta — «хата», «халупа», «скляний чи металургійний завод») — підприємство мануфактурного типу, де вироблялося скло та скляні вироби.
В українській і білоруській мовах (чи то у загальній руській мові) гутами здавна називали місця, де виробляли скло й різні вироби з нього, а згодом — склоробні заводи.
Працівник гути називався гу́тником.

## Історія
На території України гути будували ще за часів Київської Русі.
Виробництво скла потребувало поташу. Місця перепалення деревини для добування поташу називались будами. Часто гути і буди в інтересах виробництва розташовували поряд. Печі для виплавлення металу комбінувалися з кузнями. Пізніше на їх місці виникали населені пункти з тими ж назвами.
На території України є близько 90 населених пунктів, що називаються Гута або мають назви, похідні від слова «гута» Стара Гута, Нова Гута. Збереглось і багато відповідних назв урочищ: Гутище, Гутисько — давні місця виробництва скла.

## Інші тлумачення
У польській мові термін huta означає промислове підприємство, що займається виплавкою металу із руди, а також його обробкою. Зокрема, у Польщі є підприємства «Гута Ченстохова», «Гута Стальова Воля» та інші.